# ジャン＝バティスト・トロップマン
ジャン＝バティスト・トロップマン (仏: Jean-Baptiste Troppmann、1849年10月5日 - 1870年1月19日) はフランスの機械工。1869年に一家8名の殺害事件を引き起こして逮捕起訴され、翌年ギロチンにて刑死した。フランス本国ではパンタンの虐殺者とも呼ばれる。
これは第二帝政下のマスコミが最も数多く報道した事件のひとつで、政体末期における時事ニュースよりも優先して扱われ、結果的に「ル・プティ・ジュルナル」などのタブロイド紙の興隆にも貢献した。また、この紆余曲折をたどった事件の内容は当時の芸術家たちにも影響を与えている。たとえばフローベールやデュマ・フィス、ドールヴィイ、ロートレアモン伯爵、ランボーといった面々に多くのインスピレーションを与えた。

## 生い立ち
ジャン・バティスト・トロップマンは、オー＝ラン県のブルンシュタットに男ばかり3人兄弟の末子として生まれ、トロップマンが11歳の時、一家は県南部のタン近郊のセルネーに転居した。身体はそう丈夫ではなかったが、活発で内向的な賢い子供だった。母親はそんな彼をふたりの兄よりも溺愛した。彼の父親ジョゼフは小さな紡績工場「Troppmann & Kambly」を経営しており、彼はそこで機械工として働いた。父親は発明家で、いくつかの機械や部品の特許も取得しており、 息子には自分の会社を継いでくれることを期待していた。しかし、ジョゼフには飲酒癖があり、やがて会社は傾き始めた。このような環境は息子の性格に影響をおよぼし、彼は次第に寡黙で不愛想になり、空想にふけるようになった。
ぼくは、いつか宇宙を驚かせるようなことをする。
父親の目的は富であり、その日一日を楽しむだけの金であり、トロップマンは父親と自分とは相容れないことは分かっていた。トロップマンは、この頃から犯罪に関する記事や怖いニュースを好むようになり、小さな研究所のようなものを造って、そこで長い時間化学の研究に没頭するようになった。

## 事件

### 発端

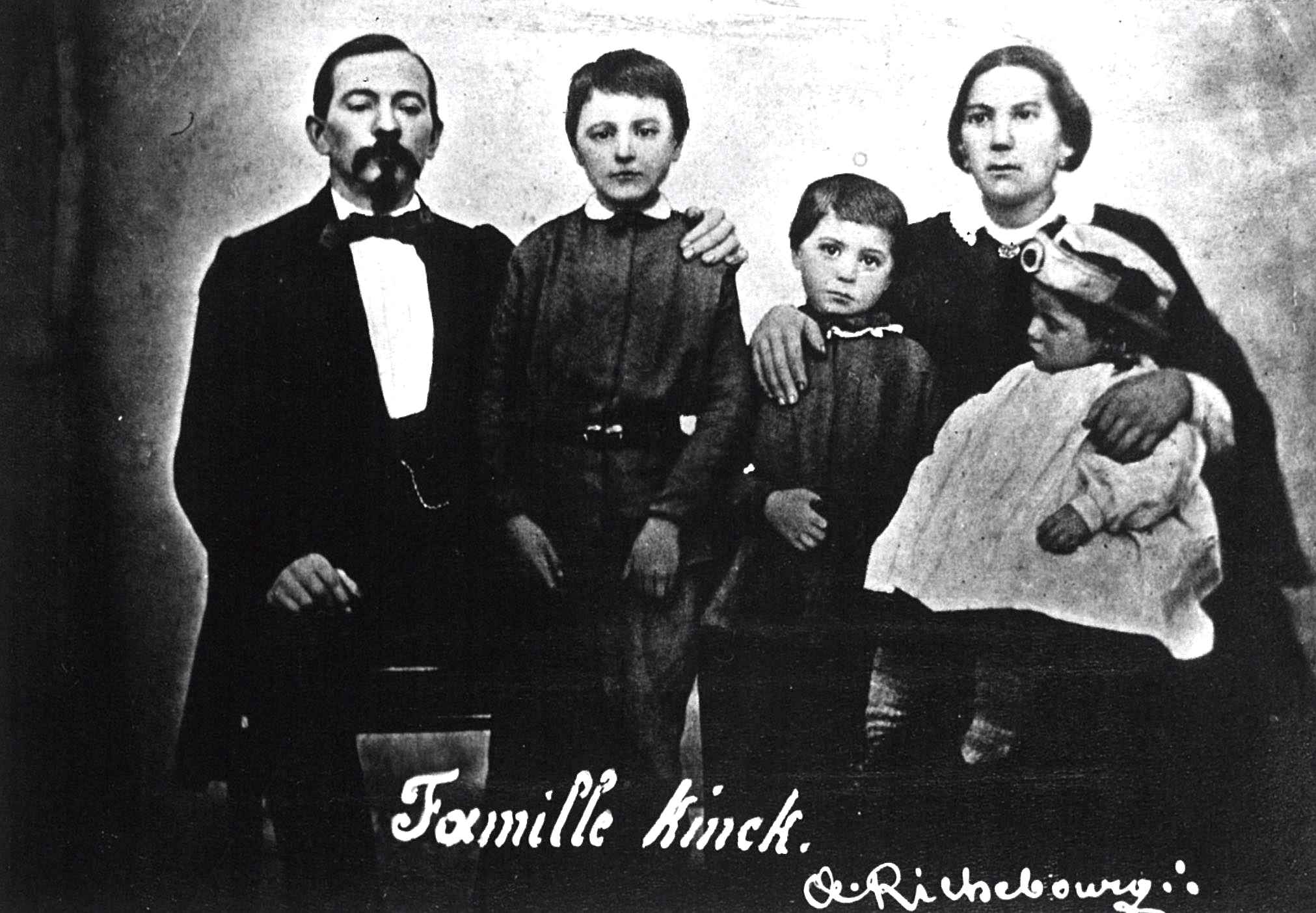
キンクの家族

1868年の暮れ、トロップマンは父親が顧客に販売した機械を設置するためにパリに出発した。彼はパンタン市のキャトル＝シュマン（≪四本道≫の意味で、旧フランドル街道近くの旧跡）近くの宿泊施設に投宿し、翌年の5月までそこに滞在した。それから間もなく、もうひとりの顧客、ジャン・キンクに販売した機械設置のためにルベに向かい、キンク一家の面識を得た。ジャン・キンクはゲブヴィレール生まれで、ブルンシュタット出身のトロップマンと同じグラン・テスト地域圏の出身だった。キンクの妻オルタンスはルベの上流階級出身で、子供が6人おり、6か月目の子供を身ごもっていた。キンクは同業種の模範的な人物であり、その勤勉さと高い技量で一職工から工場長に昇進し、今や高級紡績会社の社長として会社を繁栄させていた。
しかし、そんな両者もそれぞれに不満を抱えていた。キンクは引退するまでにひと財産を稼ぐことを夢見ており、トロップマンは新しい友人の職業的キャリアを認めつつも、自分のスキルに物足りなさを感じている貪欲で不真面目な男だった。このビジネス経験豊富な中年男性と、思春期を迎えたばかりの青年との共謀は、長い間周囲を驚かせてきた。別段トロップマンはキンクに対して友好的なそぶりを見せていたわけではない、しかし、彼の何気ない態度、ほとんど芝居がかった強いアルザス訛り、感情に乏しい表情（実際は感情の欠如）は、キンクには思慮深い気さくな人物と映り、信用度を高めていた。 そして何よりもトロップマンは裕福で実直、現実的なキンク一家を自分の妄想に巻き込む想像力にあふれる男だった。事件後のトロップマンの供述書によれば、彼が旅先から戻る際、両者はふたつの共有目的に達したと考えられている。トロップマンはキンクの引退後に必要なアルザスの不動産を探すこと、そして、そのことについてキンクの家族の了解を得ることである。つまるところ、それはトロップマンの父親の特許を海外で使用するためであり、この事業には多額の融資が必要であることを意味している。トロップマンは、自分が主な債権者であるということを疑わぬキンクと組んで、必要な物件をすぐに入手することを約束した。

### ジャン・キンクの殺害

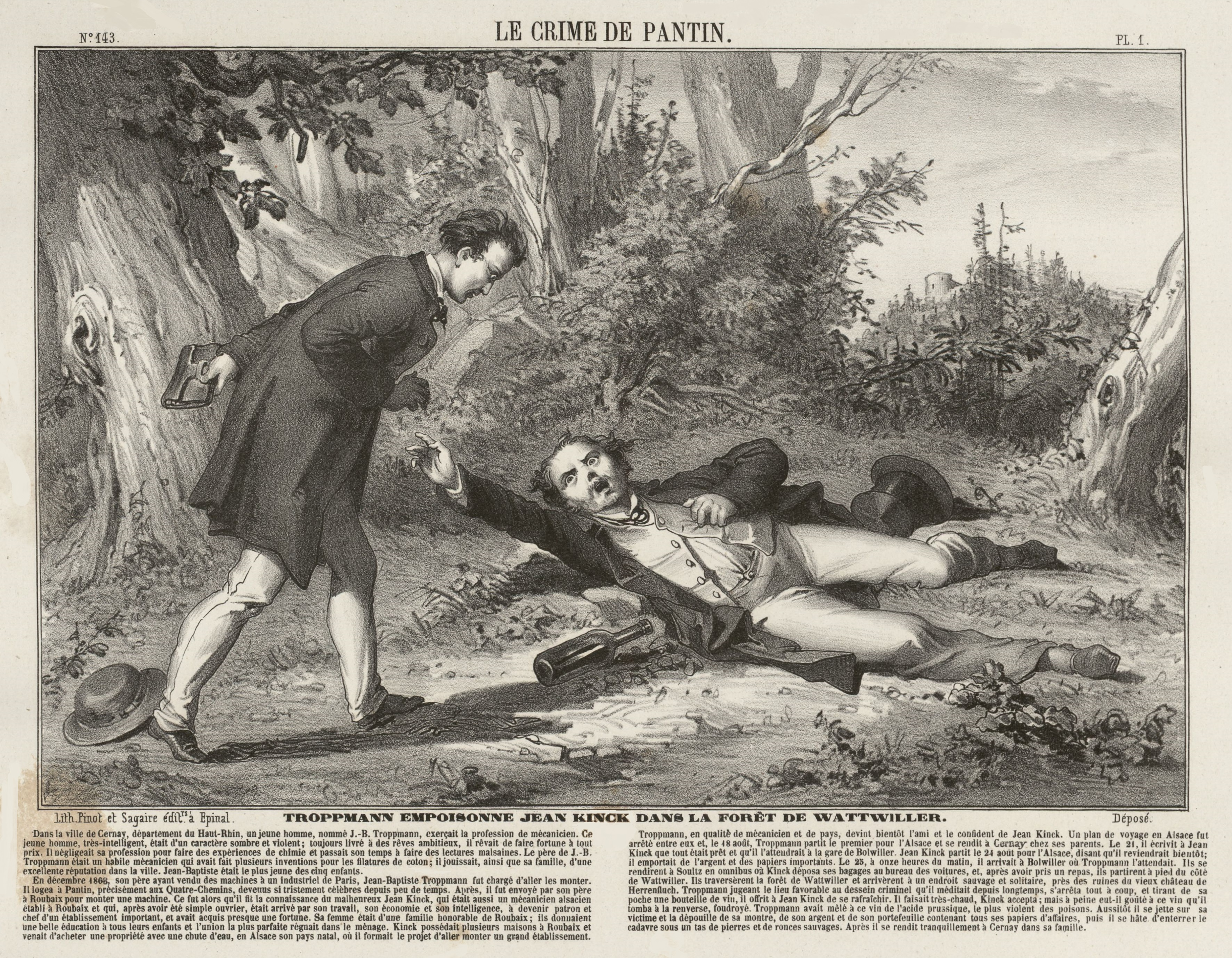
ヴァットヴィレールの森でキンクを毒殺するトロップマン

トロップマンがセルネーに戻ってから一週間後、ジャン・キンクは家族に仕事でアルザスに出張すること、そしてこの機会にトロップマンからの書簡にあるとおり（この書簡は捜査上時系列上決定的な証拠となった）ゲブヴィレールにいる妹を訪ねるつもりであると告げた。1869年8月24日、キンクはボルヴィレール駅でトロップマンと落ち合い、彼らはお忍びでウフホルツの山まで行った。のちのトロップマンの供述によれば、このときキンクをおびき寄せるために、秘密の偽札工場を案内すると申し出たことが分かっている。この旅行中、彼はキンクに青酸入りのビールを飲ませて殺害し、遺体を即座にこの人気のない場所に埋めた。最終的にジャン・キンクの遺体は1869年11月25日に発見されている。トロップマンは、このときキンクが持参するはずだった5,500フランを奪うつもりだったが、用心したキンクは多額の現金を身につけておらず、トロップマンは遺体からわずかに212フランを見つけただけだった。これは最初のつまづきだったが、トロップマンはさらにキンクの身分証明書と金時計、2枚の小切手を奪った。

### ギュスターヴ・キンクの殺害

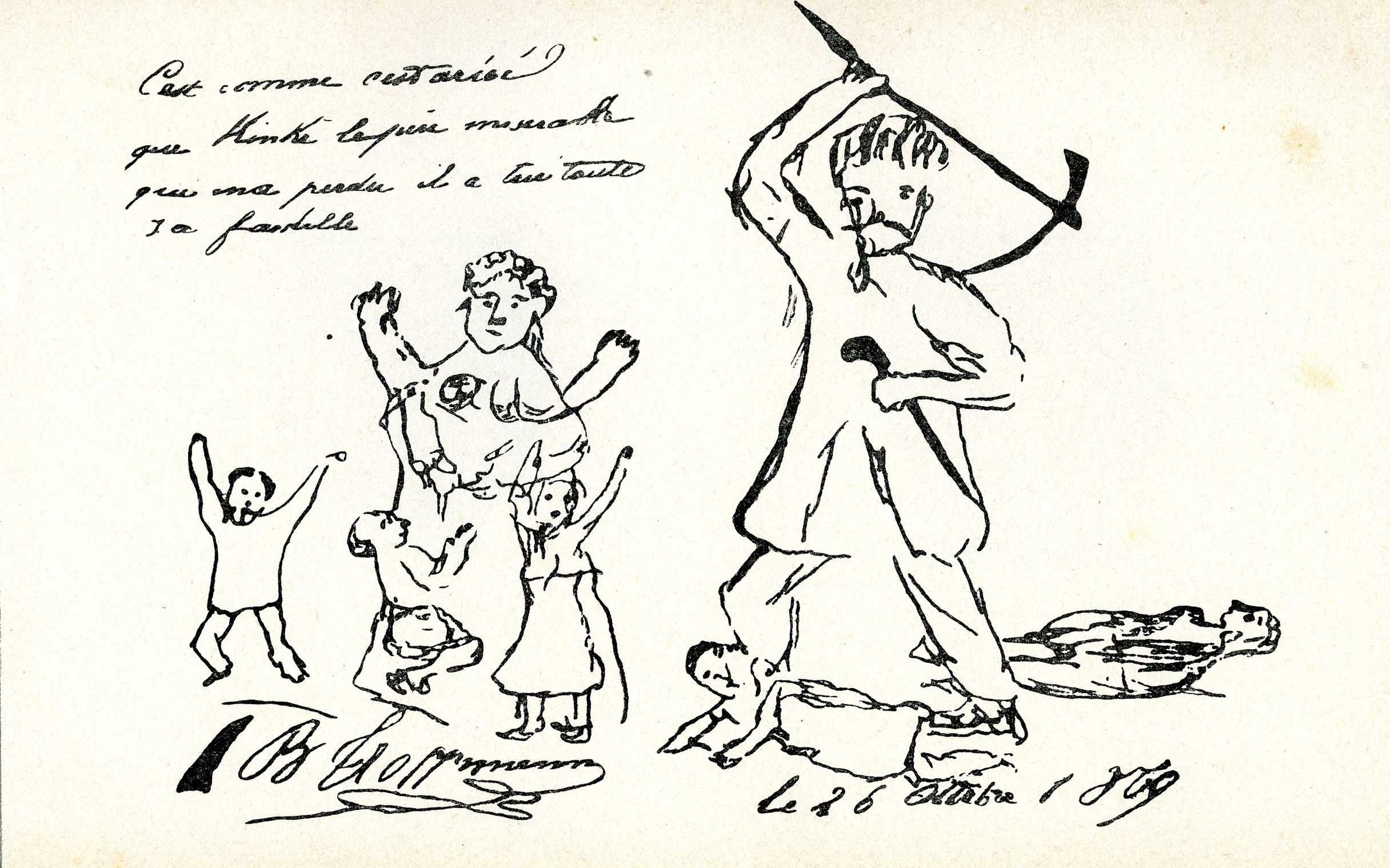
トロップマンの自筆画

そこでトロップマンは計画を変更し、手に怪我を負ったジャンの口述筆記という口実で自筆によるオルタンス宛ての書簡を書き、銀行で小切手を換金して、ゲブヴィレールの郵便局に送金するように頼んだ。これはたちの悪い嘘であったが、妻はこの手口をまったく知らなかったので指示通りにした。ところが、さらに問題が生じた。銀行で金を受け取るには自分の身分を証明するものが必要だったが、トロップマンは壮年の会社経営者の代理人を務めるには若すぎた。当初、トロップマンは自分をキンクの息子と偽るつもりだったが、金をつかんで行方をくらます代わりの策を思いついた。それはキンクの実の息子である16歳のギュスターヴを利用することだった。
トロップマンは依然としてゲームをリードし、彼はキンクがパリに定住したことにして、一家が口述筆記と信じて疑わぬ書簡を書き、キンクの息子のギュスターヴにゲブヴィレールまで金を取りに行くよう指示した。さらに家族に怪しまれないよう、ジャンが自分の協力によって50万フランの利益を得たという嘘をでっち上げ、熱意のこもった楽観的な調子で書簡をしたためた。今や、トロップマンは自分の意のままに行動し、家族の全幅の信頼を受ける男となっていた。9月5日、ギュスターヴはゲブヴィレールに到着し、アルザスにいる家族たちを安堵させた。父親の顔を見たくなったギュスターヴは、15日にパリにいることになっている父親に電車で会いに行くと告げた。ギュスターヴがまだ金を手にしていないことに業を煮やしたトロップマンは、キンク一家をパリに招待するためにホテルから母親に最後の電報を送らせ、金を受け取るために必要なすべての書類を準備させた。ここでトロップマンは父親と同じく役目を終えたギュスターヴをナイフで殺害し、遺体をばらばらに解体してラングロワにある畑の近くに埋めた。

### パンタンの虐殺

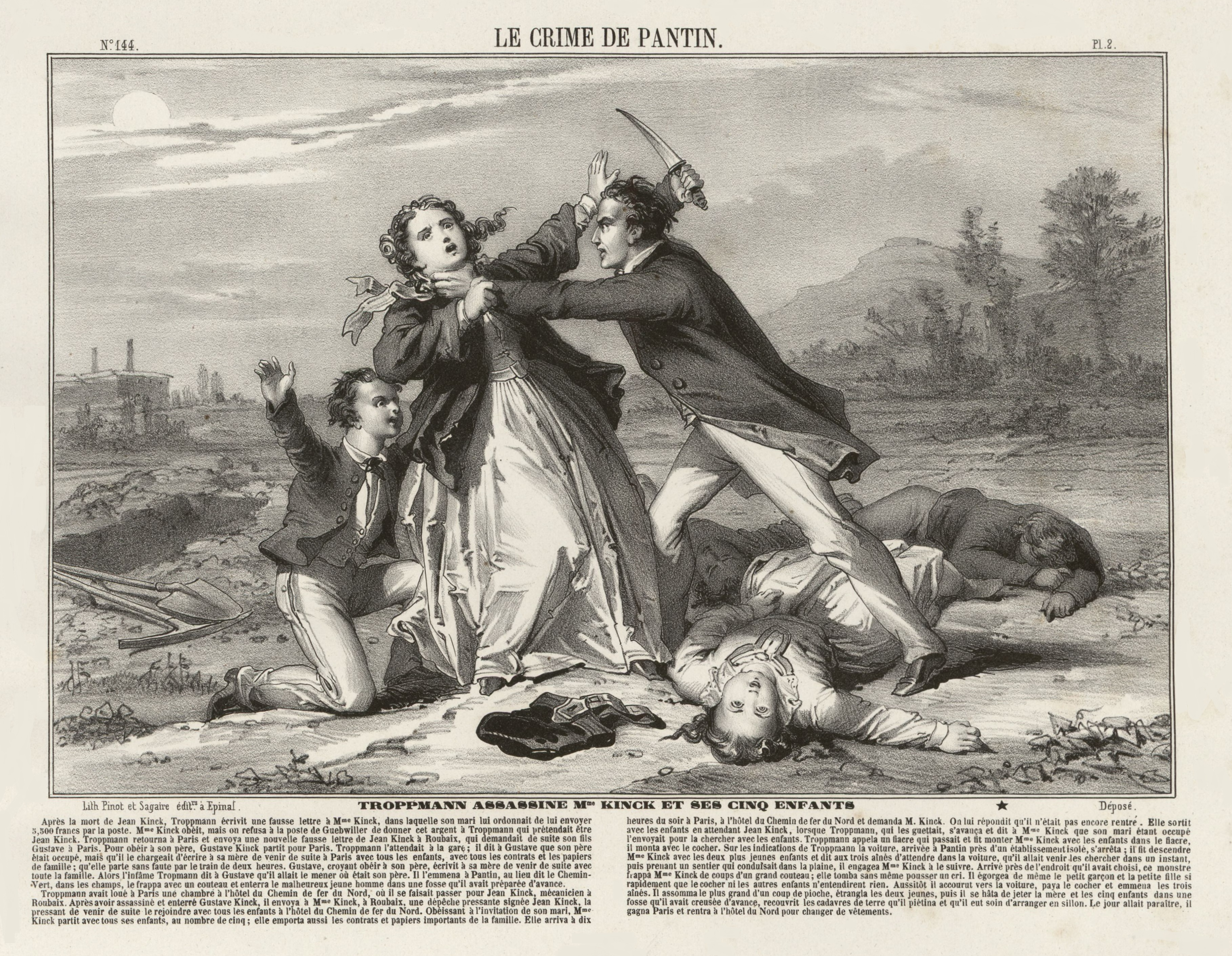
キンク夫人と5人の子供たちを殺害するトロップマン

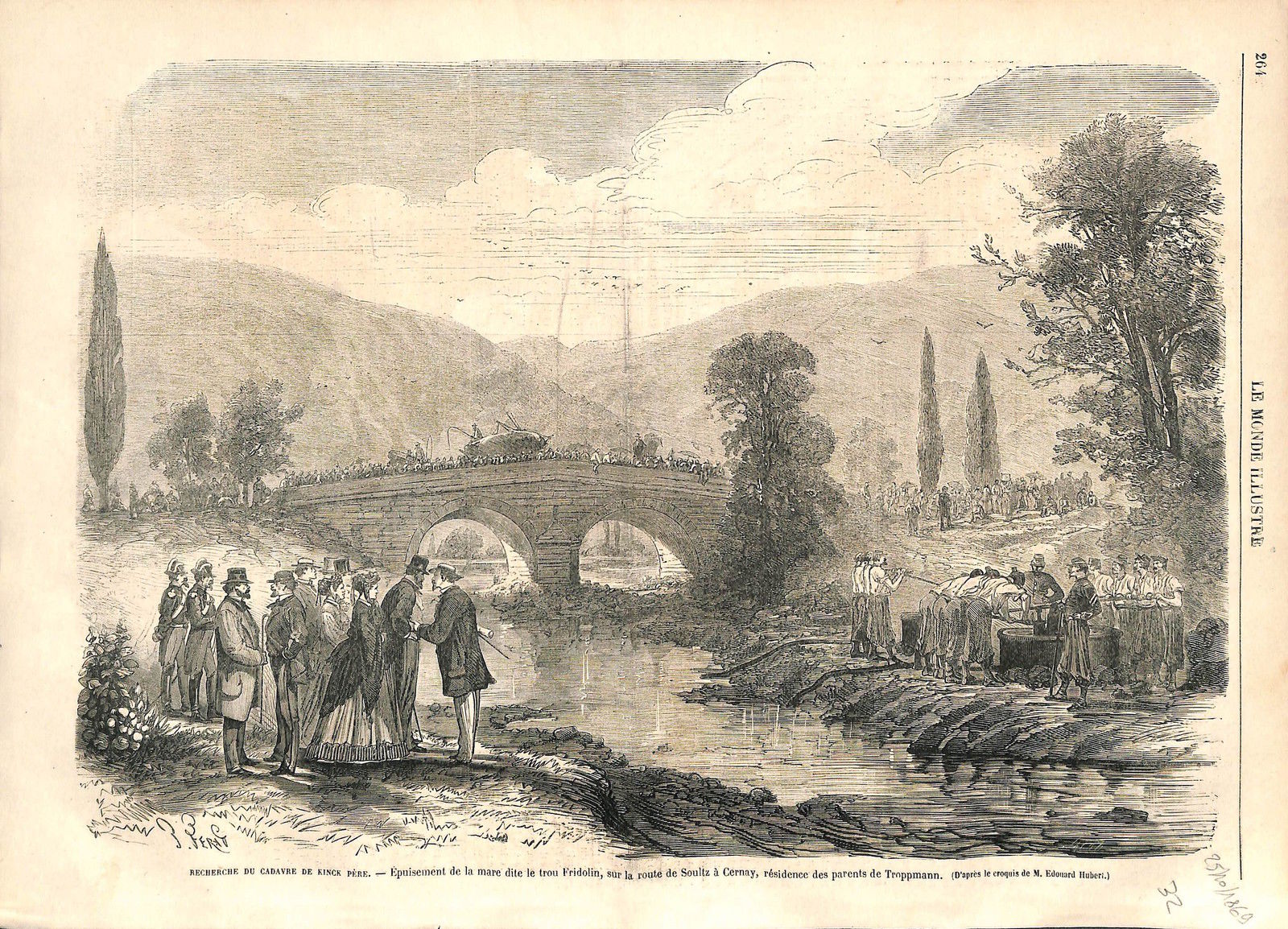
ジャン・キンクの遺体の捜索 (「ル・モンド・イリュストレ」1869年10月25日号、J.フェラ画)

長男からの招待に喜んで応じた家族たちは（里親に預けられていた末子は難を逃れた）は当日早目にパリのホテルに到着したが誰もおらず、母親はホテルで待つのではなく駅に戻ることにした。一家はみな行動を共にし、タクシーでパンタンの平原に向かい、そこから少し離れた場所にある新居に住むことになる主人に会った。殺人犯は真夜中の人気のない場所でキンク一家を手にかけた。オルタンスと末子は切り裂かれ、ほかの3名は首を絞められ、シャベルで息の根を止められた。5名はその場に埋められたが、何人かにはまだ息があった。

### 逮捕

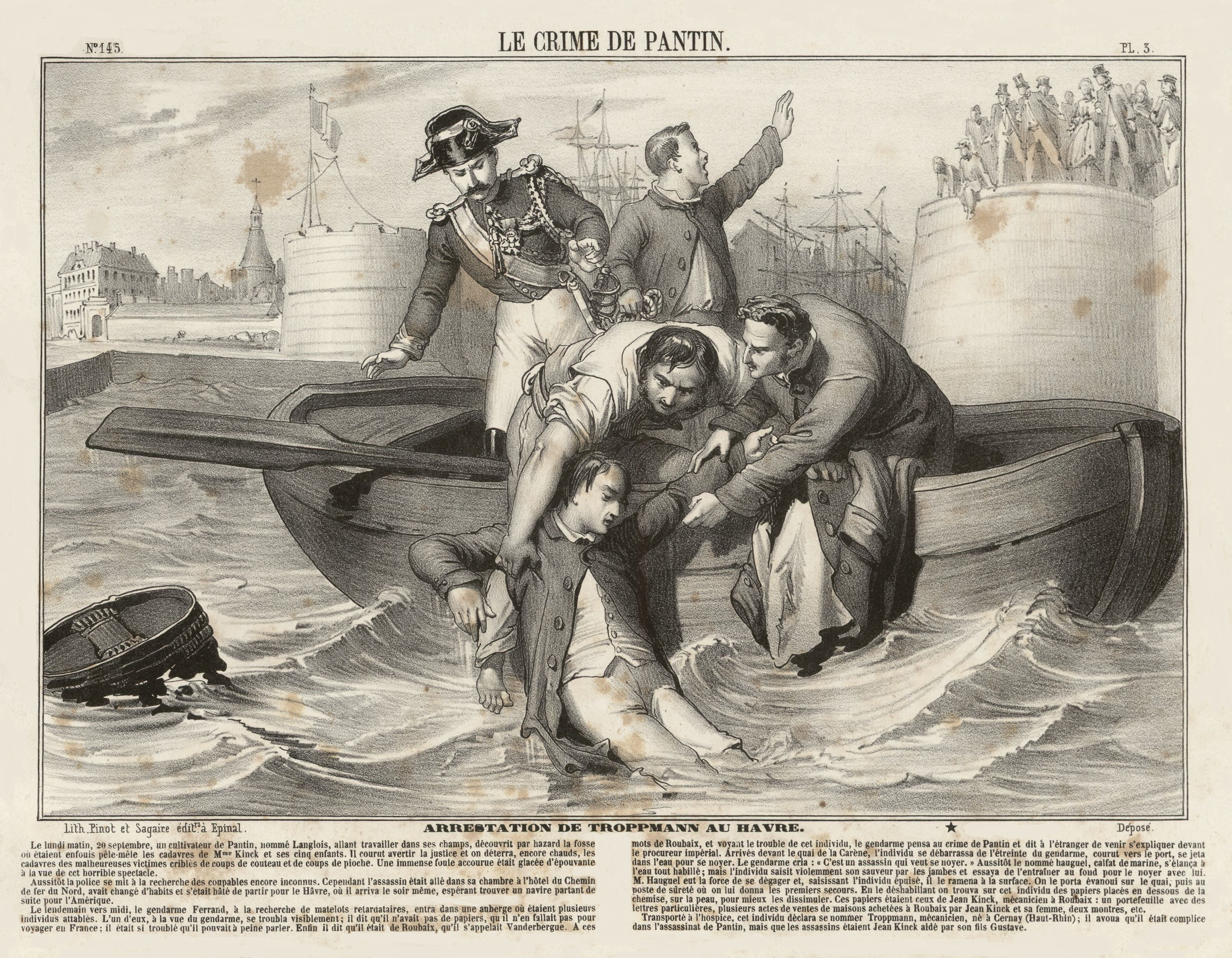
ル・アーヴル港から引き上げられるトロップマン

9月20日、ラ・ヴィレットに住むジャン＝ルイ・オーギュスト・ラングロワという農民が、パンタンのキャトル＝シュマン近郊にあるシュマン＝ヴェル（現在のカルティエ＝ブレッソン通り近く）に所有している畑に農作業のために訪れた。彼は裏道沿いにあった隣の畑に不審な足跡を見つけた。彼は誘われるままに跡をたどると、畑の隅に数メートルに及ぶ溝があり、その上には小さな盛り土の塚があった。彼はおそるおそる鋤で塚を掘ると、鮮血のついたハンカチと子供の手が見つかった。手で掘り続けると、子供の頭部が出てきた。彼は走ってパンタンの警察に電話し、警察は署長と法医学者を派遣した。 その後の数時間、警察による組織的な捜索が行なわれ、2歳の女児、4人の少年（8歳、10歳、13歳、16歳）とその母親の6名の遺体が発見された。遺体の損傷はひどかったが、着衣から被害者を識別することができた。凶器のシャベルと絆創膏も近くに埋められていた。
この発見はセンセーションを巻き起こした。9月21日にパリ北駅から現場までトロップマンとキンク一家を乗せたタクシーの御者が判明し、警察はトロップマンがアメリカへ出発するル・アーヴル港までの足取りを追った。トロップマンは追い詰められていた。9月22日、彼は捜査当局の動きをうかがい、事件を知らされていた警官のフェランによる職務質問に恥ずかしそうに答えていたが、こらえ切れずに港口に飛び込んだ。フェランは泳ぎの得意なオーゲルというコーキング職人に助力を頼み、オーゲルは河口港に飛び込んでトロップマンをつかまえた。犯人は逮捕され、彼が書いたすべての書簡、さまざまな書類、被害者から奪った品々が発見され、トロップマンは法廷に引き渡された。

## 捜査
この事件では、1869年から1875年までフランス司法警察長官を務めたアントワーヌ・クロードによる捜査で、キンク一家の子供たちの服を作ったルベの仕立屋のものと被害者の服のラベルが一致したことで犠牲者が特定された。クロードは当初、キンクとその長男が家族を殺害したと信じており、彼がトロップマンに疑いをかけたのは、オルタンスとその子供たちをパンタンまで乗せたというタクシーの御者の証言がきっかけだった。クロードは、事件当事者たちの手紙のやり取りと多くの偶然が重なり、8件の殺人事件の経緯とその時系列を少しずつ追っていった。遅ればせながら、トロップマンが知らなかったキンクと家族との間で交わされた書簡が発見され、トロップマンのアリバイがさらに弱められることとなった。
トロップマンの有罪を疑わない捜査当局にとって、問題は有無を言わさぬ証拠を見つけることだった。トロップマンは、自分は主犯に従ったに過ぎないと主張し、可能な限り凶行現場にいなかったジャンとギュスターヴに罪を負わせた。9月26日、肉屋の少年がパンタンでギュスターヴの遺体を発見したが、それまでトロップマンはギュスターヴを共犯者として非難していた。トロップマンは法廷で父親が最後の証人たるギュスターヴを殺害したと主張した。

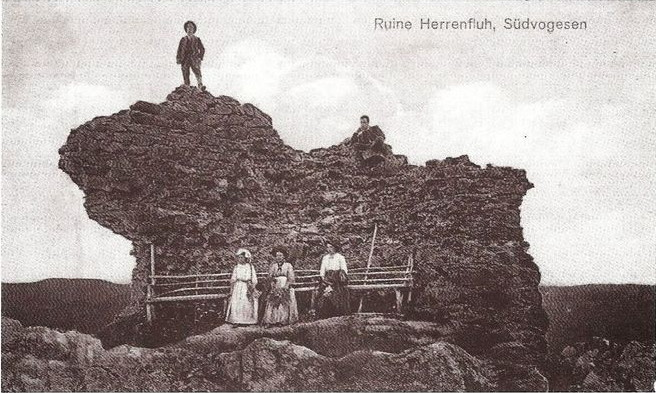
エルランフリュ城跡（20世紀初頭）

これらの書簡と証言で、キンクと仲間とのアルザスでの出来事を再現することができる。アルザスでの捜査は、ヴァットヴィレールからセルネーに至る広大な地域で展開された。トロップマンはその豊かな想像力であらゆる紆余曲折に対応し、警察と戯れているように見えた。それが彼の無邪気さゆえか、自慢なのか、自白によって恩赦を得るつもりか、あるいは犯行現場の再現中に逃亡するという、ばかげた願望でない限り、彼の行為が若気の至りであったと判断することはできない。クロードによってジャンの遺体が発見されたことを知らされたトロップマンは11月12日に供述をはじめ、エルランフリュ城跡に遺棄した遺体の正確な位置を自供した。

## 判決

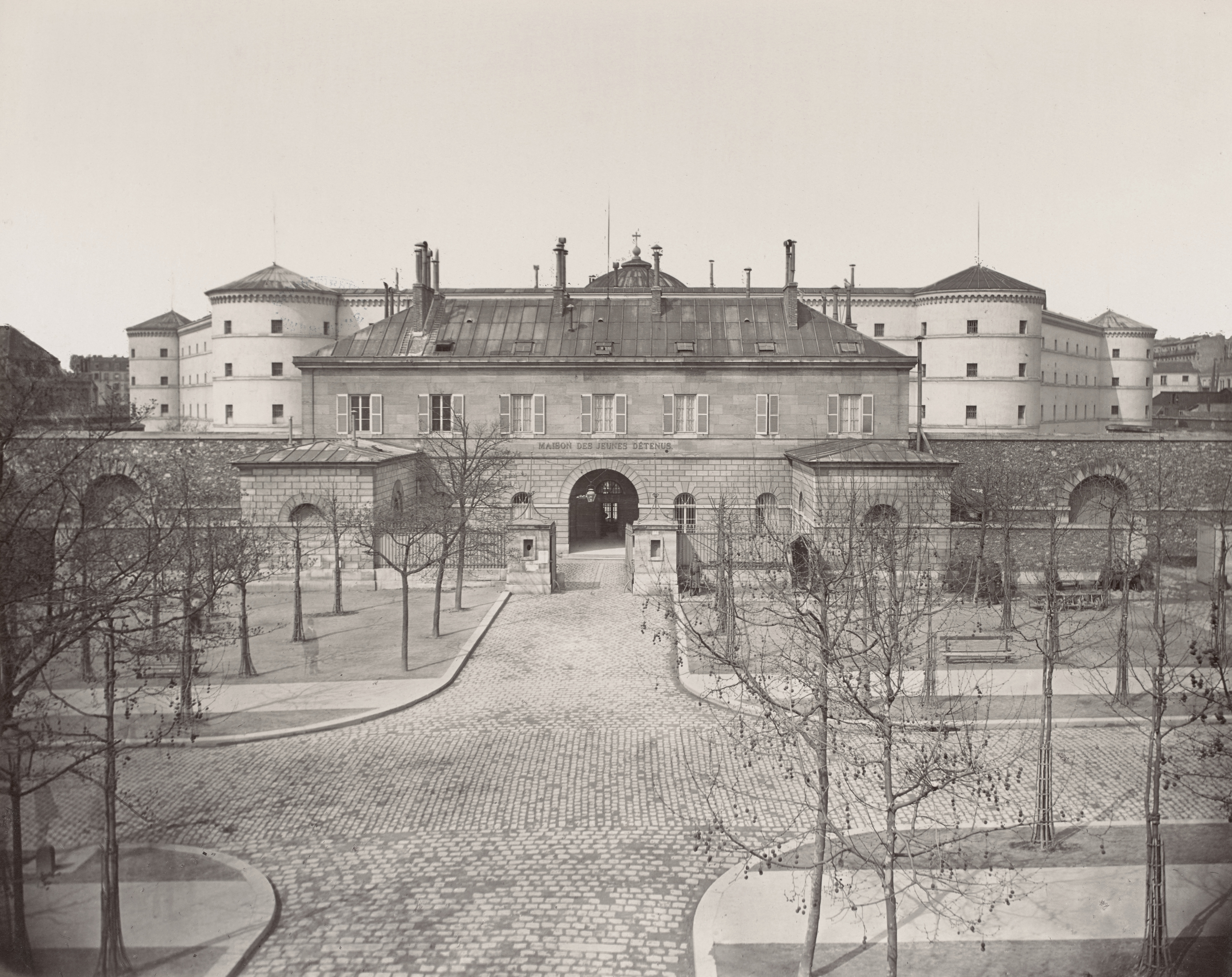
ロケット刑務所（19世紀末）

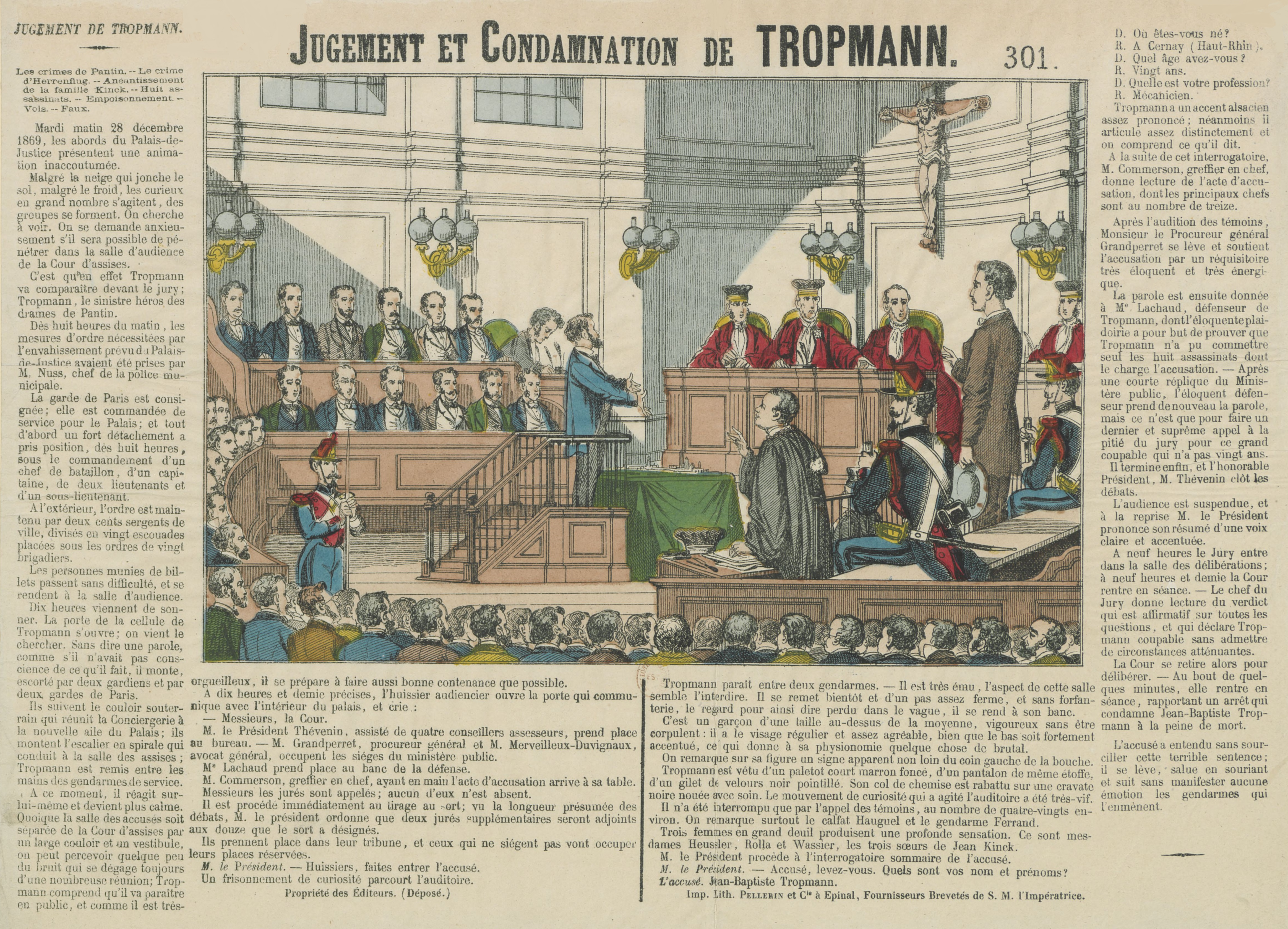
有罪判決を受けるトロップマン

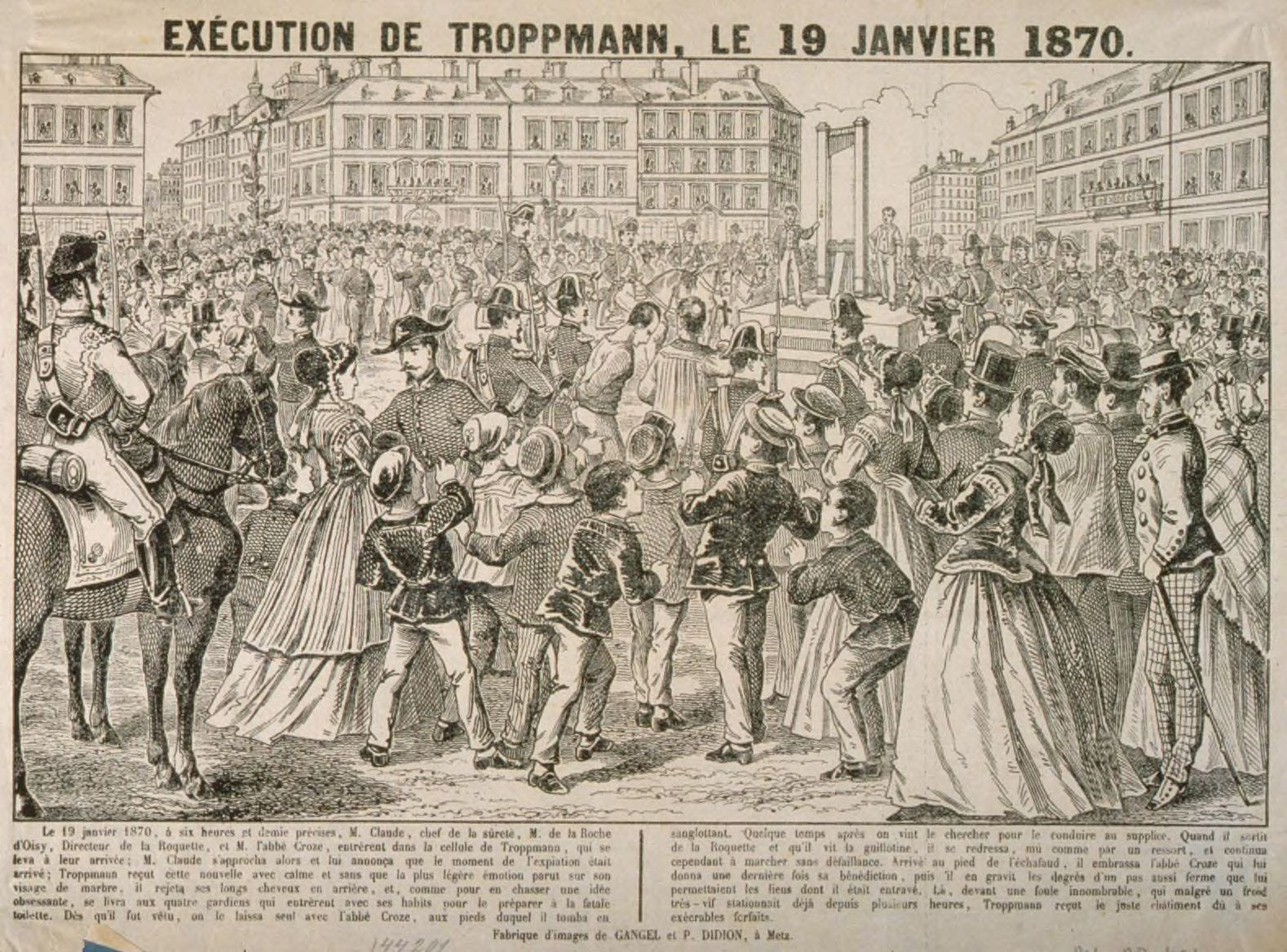
断頭台に連行されるトロップマン

トロップマンは、1869年12月28日にセーヌ県コルマールのアサス法廷に出廷した。法廷には群衆が詰めかけ、無料傍聴席のチケットを求めようとする人々でごった返していた。トロップマンの弁護は弁護士のシャルル・ラショーが務めたが、12月30日、「パンタンの虐殺」に対して死刑判決が下された。12月31日、トロップマンは拘束衣を着させられ、シテ宮殿からロケット刑務所に移送された。大審院への上訴と恩赦を求める歎願は棄却された。
1870年1月19日に断頭台の前に連行されたトロップマンの顔は30歳近くに見えるほどに老けていたが、涙はなかった。刑場には公開処刑を見ようとした人々が殺到し、ヴィクトリアン・サルドゥやマキシム・デュ・カン、ちょうどパリを通りかかったツルゲーネフなどの著名人も優待券を手にした。それまで大人しくしていたトロップマンは突然暴れ出し、もがいて、彼を拘束していたバンドを外そうとし、彼を断頭台に拘束しようとした介添え人に抗い、死刑執行人のジャン＝フランソワ・アイデンライシュは彼の首を半月板で押さえつけなければならなかった。伝えられているところによると、彼はギロチンの刃が落ちる前に死刑執行人の左手にかみつき、あやうく人差し指をかみ切りそうになったという。

## 犯行動機
トロップマンは8名を殺害した。研究者たちは彼をしばしば連続殺人犯に挙げるが、実際の犯行は単一の計画によるものではなく、金目当ての犯行であった。ゆえに彼は大量殺人犯タイプにも属し、識者によって見解は分かれる。また、単独犯という定説にも疑義が投げかけられており、次のような共犯の存在や国家的陰謀説を唱える専門家もいる。

### 共謀説

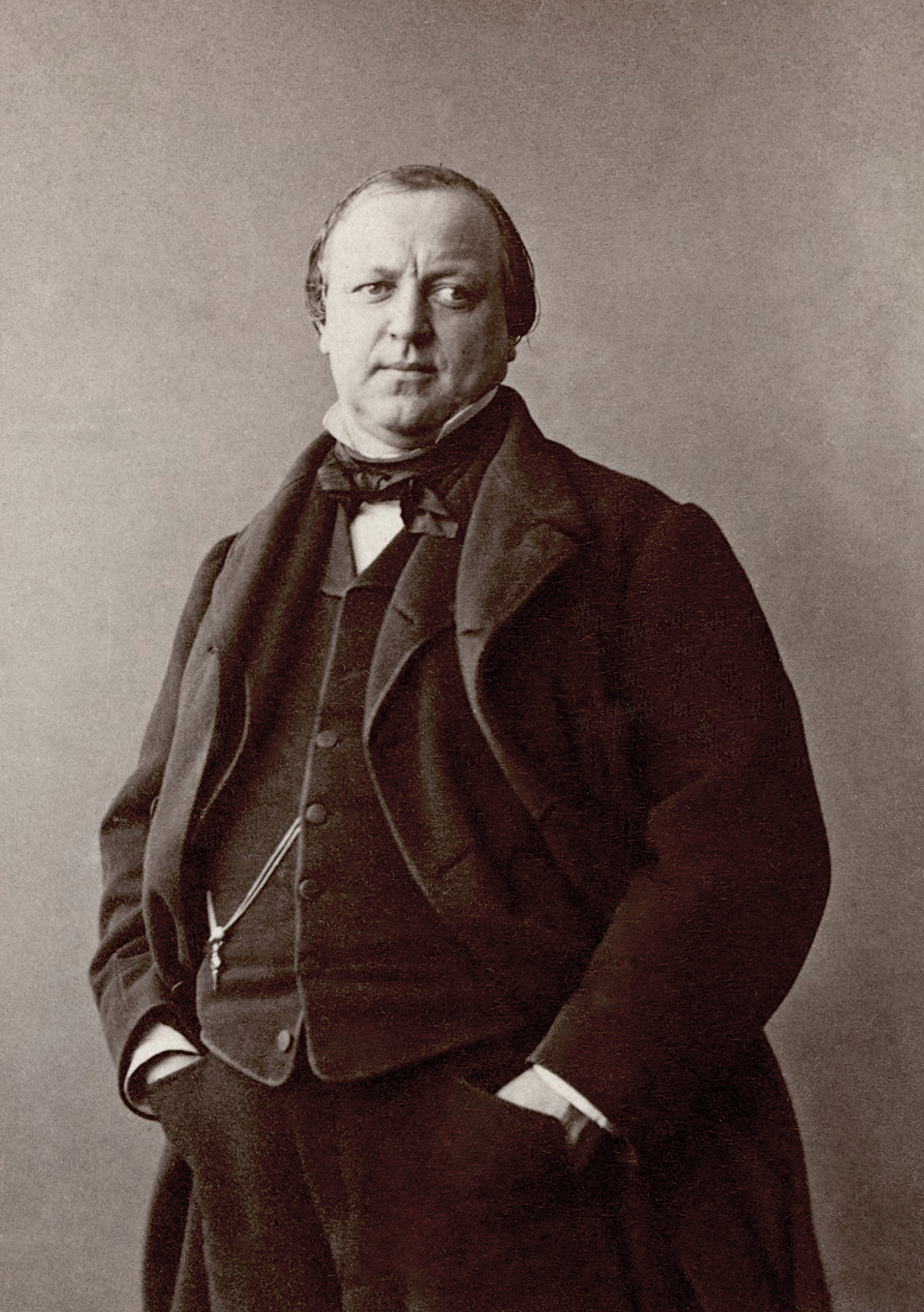
法廷でトロップマンの弁護人を務めたシャルル・ラショー

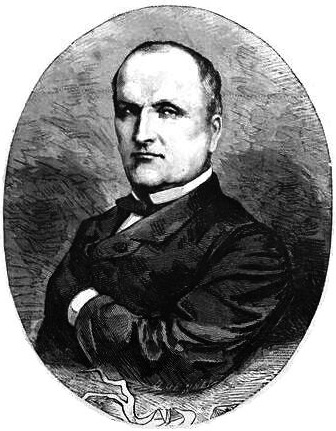
トロップマン事件の捜査を担当したアントワーヌ・クロード

被害者に加えられた暴力の痕跡を研究した法医学者は単独犯の可能性を認め、裁判所は共犯者の存在を否定した。しかし、トロップマンの弁護人、シャルル・ラショーは、「パンタンの虐殺」において、近隣の住民や、タクシーの御者の注意を惹くようなものがなければ暗殺者が6人を殺害する時間がなかった可能性を長々と主張した。トロップマンは自分がほのめかした共犯者の名前を決して明かさなかった。
一方、事件の多くの部分を明らかにした警察長官のアントワーヌ・クロードにとって、共犯者がいたことは明らかだった。彼によると、見張りが2人、さらに実行犯の助手が2人いるが、これはあくまでも経験豊富な警察官の直感と疑惑であり、おそらく真実ではあっても、ありそうもない些細な事実に支えられている。そして何よりもクロードはこの事件をそれまでの事件と比較しすぎている。
クロードの意見でたびたび繰り返されたことは通貨偽造ギャング団の存在であり、当時アルザス地域のフランスとドイツの国境沿いに巣食っていた一団、それに加えて普仏戦争前夜のスパイ網の存在が広く噂されており、彼はこの事件を捜査当局上層部が黙殺隠蔽したであろう、国家的な事件と位置付けた。クロードによれば、ジャン・キンクはプロイセンの侵略計画を耳にし、おそらくそれに関する文書を盗んでいたために隠蔽されたとされている。トロップマンはドイツ人から給料を貰う一殺人者にすぎず、キンク家のほかの家族は企業の秘密漏洩を防ぐために排除されたとした。以上のクロードの主張の根拠には、トロップマンが単独でパンタンの虐殺を行なうことは事実上不可能であったとする信念がある。クロードによれば、この事件には国家的陰謀がからんでおり、ドイツの諜報機関の密命による5人の実行者が関与した殺人事件とした。

## 報道機関の動向

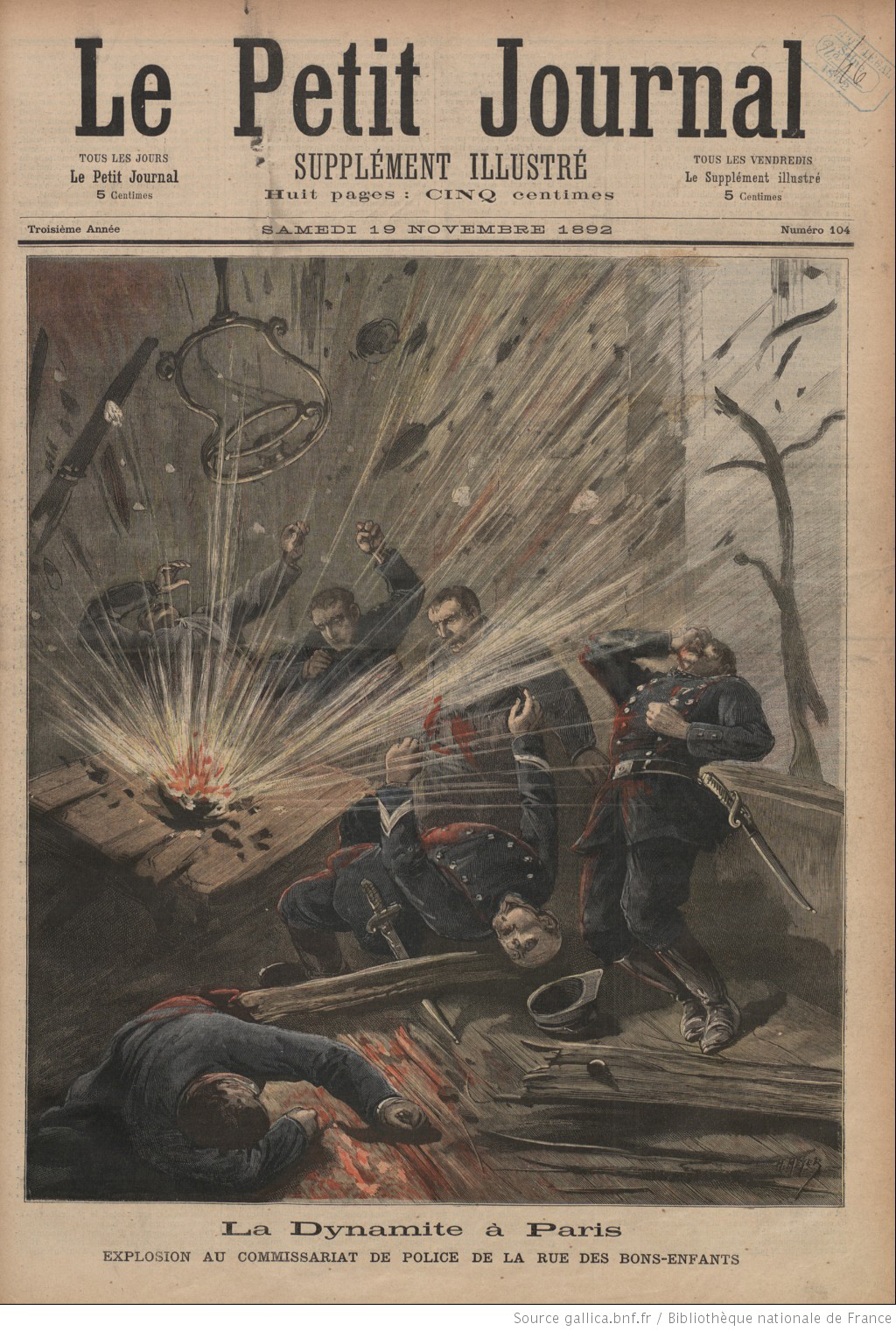
「ダイナマイトの爆発」
（1892年11月19日号）

遺体の発見から犯人の捜索、裁判、処刑に至るまで、マスコミはこぞってこの事件を取り上げた。特に注目されるのは1863年2月1日に設立された新聞、「ル・プティ・ジュルナル」である。これは実業家のモイーズ・ポリドール・ミヨーによって創刊された。この新聞が9月23日にこの事件の最初の報道をした時の発行部数は357,000部で、3日後には403,950部となり、トロップマンの処刑当日には594,000部に達した。同紙は毒物の入手や死刑執行時のエピソードなどを詳細に書き、過熱する報道合戦に閉口する人々があらわれるほど、血なまぐさい犯罪や衝撃的なニュースを貪欲に求める記者が出現した。
「ル・プティ・ジュルナル」は定期購読ではなく、フランスで初めてタブロイド紙を主力メディアとした新聞であり、価格も他の新聞が15から20サンチームであった頃に5サンチームとたいへん安価だった。社主のミヨー自身は出版への野心はなかったが、生粋のビジネスマンであり、新しい知見や情報を提供して読者を啓発することはせず、挿図に見られるような政治とは無関係な煽情的で娯楽的な記事を掲載した。トロップマン事件は、マスコミにこのような報道姿勢を取らせるきっかけとなり、
その後も一部5サンチーム（1ペニー）の新聞が多数発刊され、第二帝政を背景として識字率が上昇つつあった労働者階級を中心に人気を得た。

## 歴史的・文学的影響

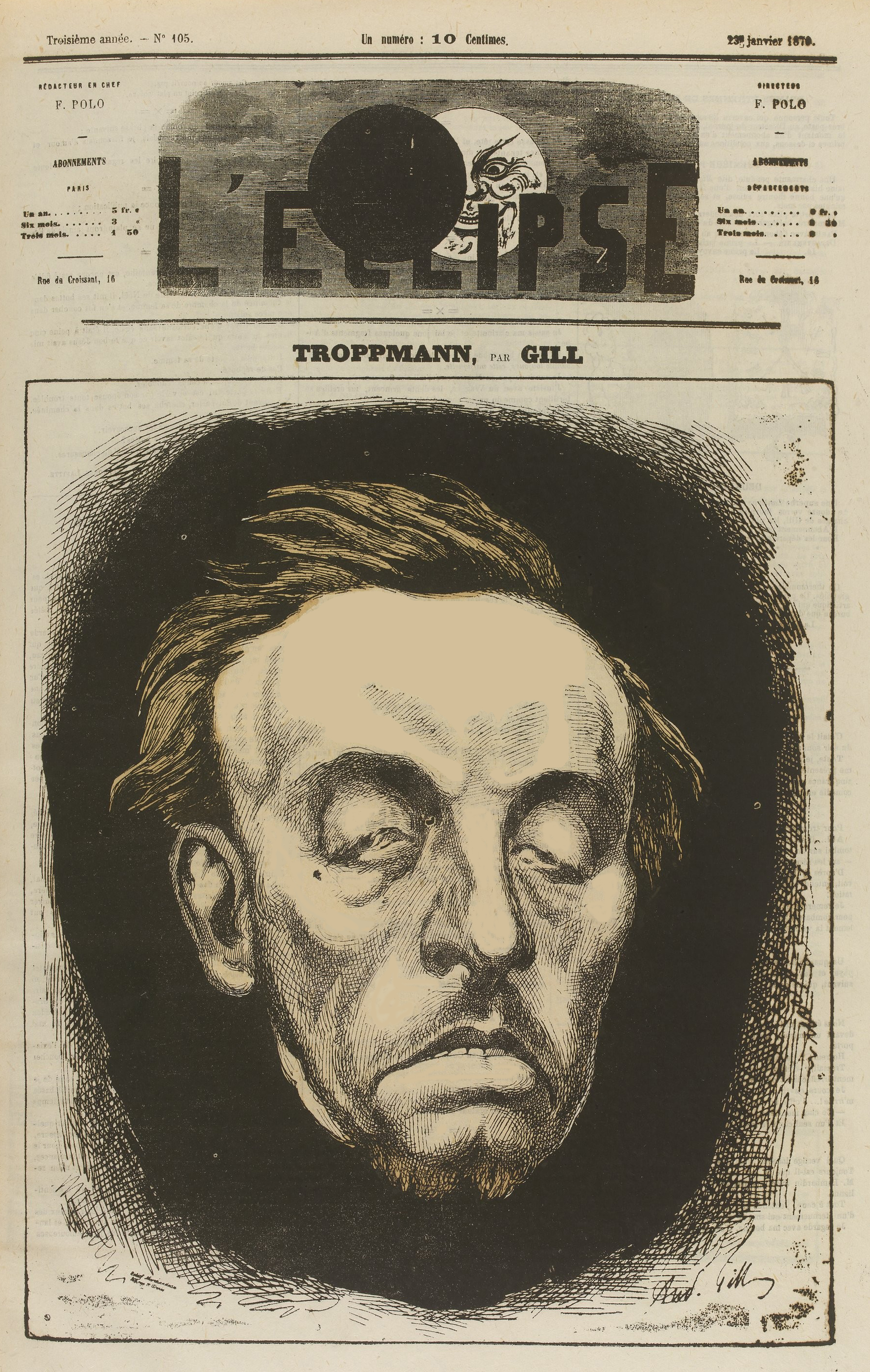
「レクリプス」1870年1月23日号「トロップマンのギロチン刑死」
（アンドレ・ジルの版画）

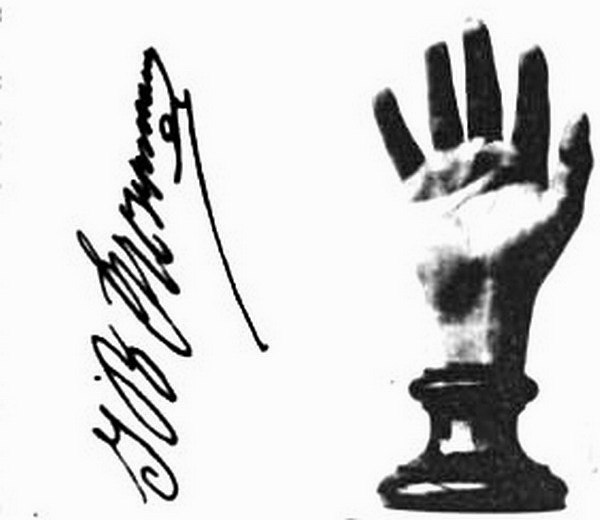
トロップマンのサインと鋳造手形(オリジナルはパリ警察博物館蔵)

- アレクサンドル・ゲルツェンは、「ツルゲーネフへの手紙」（1869年）でトロップマンに言及した。
- パリ・コミューンの写真家、ウジェーヌ・エルネスト・アペールは1869年にトロップマンの肖像画を作製し、その上に手書きで「トロップマン、暗殺者」と記した[16]。
- トロップマンの処刑を目にしたツルゲーネフは、目撃証言「トロップマンの処刑」（1870年）を書いた。ここで処刑前夜にロケット刑務所で催された不謹慎な晩餐会について否定的な口調で言及しており、死刑制度の正当性についても疑義を投げかけている[17]。
- 版画家のマルク・アントワーヌ・クロード・モナンは1870年にトロップマンの肖像版画を作製した[18]。
- ロートレアモン伯爵は、1870年の「詩集Ⅰ」でトロップマンを引用した。
- ドストエフスキーは、「悪霊」（1871-1872年）のなかで、ツルゲーネフの「トロップマンの処刑」をパロディ化している。
- アルチュール・ランボーは1871年のソネット「パリ」と、1872年の「アルバム・ズュティック」でトロップマンを引用した。
- ミハイル・バクーニンは『神と国家』（1882年）でトロップマンに言及し、その名前を語り継いできた[注 6]。
- 詩人のモーリス・ロリナは「神経症」（1883年）のなかで、暗殺者が自分の犯した罪を語る「トロップマンの独白」と題する長編詩を載せた。
- ポール・ブールジェは、 長編小説「アンドレ・コルネリス」（1887年）にトロップマンを彷彿とさせる同名の主人公を設定した。
- 劇作家、ジョルジュ・フェドーの一幕劇「マダムの亡母」（1908年）では、イヴォンヌは夫のトロップマンに電話をかけ、トロップマンは義母が遺産を遺すために死ななかったことを悔やんだ。
- ガストン・ルルーは、「殺人機械」（1923年）のなかで、有名なトロップマン事件とラングロワの平原をほのめかした[19]。
- ジョルジュ・バタイユは、短篇小説「青空」（1935年）に登場させた暗殺者の名前をアンリ・トロップマンとした。
- フリオ・コルタサルは「石蹴り遊び」（1963年）でトロップマンに言及している。

### 一次資料
- « Relation médico-légale de l'affaire Troppmann (assassinat de huit personnes. Blessures multiples. Empoisonnement par l’acide prussique) », Annales d’hygiène publique et de médecine légale, 1870, série 2, n° 33, p. 166-188, lire en ligne
- Jean-Baptiste Troppmann, Mémoires secrets de Troppmann : autographe et portrait : révélations nouvelles, préface de Charles Virmaître, A. Duquesne, 1870 [Disponible sur Gallica]
- Ivan Tourgueniev, L'Exécution de Troppmann, 1870 ; traduction en français d’Isaac Pavlovsky, parue dans Souvenirs sur Tourguéneff, Paris, Savine, 1887 ; rééd. Paris, L'Herne, 2016
- Antoine Claude, Mémoires, tome V, Paris, Éditions Jules Rouff, 1882
- Gustave Macé, Mon musée criminel, Paris, Charpentier, 1890

### 関連文献とウェブ情報
| - Ambroise-Rendu, Anne-Claude [in フランス語] (Spring 2010). "L'affaire Troppmann et la tentation de la fiction". Le Temps des médias. Paris: Éditions Nouveau Monde (14): 47–61. doi:10.3917/tdm.014.0047. ISBN 978-2-84736-520-7。 - Pierre Bouchardon, Troppmann, Paris, Albin Michel, 1932. - Drachline, Pierre [in フランス語] (1984). Le crime de Pantin: l'affaire Troppmann. Divers faits, no.1 (フランス語). Paris: Denoël. ISBN 2-207-23046-5。 - Gramfort, Véronique (1997). "Les crimes de Pantin: quand Troppmann défrayait la chronique". Romantisme. Revue du XIXe siècle. SEDES (97, Le fait divers): 17–30. - Grivel, Charles (February 2008). "Troppmann ou de la défiguration". Fabula (séminaire Signe, déchiffrement, et interprétation). - Heintzen, Jean-François « Maxou » (26 November 2013). "Le canard était toujours vivant ! De Troppmann à Weidmann, la fin des complaintes criminelles, 1870-1939". Criminocorpus (Musique et Justice, Portraits d'accusés et figures de criminels en musique). - Isaac, Olivier (Winter 2004–2005). "Journal écrit et journal conçu: l'hyper-signature du Petit Journal à l'époque de l'affaire Troppmann". Quaderni (56, Agriculture et technologies): 33–40. - Isaac, Olivier (2005). "« Succès oblige »: exaltation et instrumentalisation du populaire dans Le Petit Journal à l'occasion de l'affaire Troppmann (1869)". Hermès. Paris: CNRS Éditions (42, Peuple, populaire, populisme): 107–111. - Isaac, Olivier (2007). "Les enquêtes balbutiantes des journalistes durant l'affaire Troppmann". In Jean-Claude Farcy; Dominique Kalifa [in フランス語]; Jean-Noël Luc [in フランス語] (eds.). L'enquête judiciaire en Europe au XIXe siècle: acteurs, imaginaires, pratiques. Paris: Créaphis. p. 231-239. doi:10.4000/chs.703. ISBN 978-2-913610-92-7。 - Jeanneney, Jean-Noël [in フランス語] (June 2009). "Troppmann, la figure du Mal". L'Histoire (343): 88–89. - Laurent Lallemand, Les Grandes Affaires criminelles d'Alsace, éditions de Borée, 2005 ISBN 978-2-84494-338-5. | - Sylvain Larue, Grandes affaires criminelles de Seine-Saint-Denis, éditions de Borée, 2008. - Tharcisse Meyer, « Jean-Baptiste Troppmann », dans Nouveau dictionnaire de biographie alsacienne, vol. 36, p. 3912, année ? - Perrot, Michelle (January 1981). "L'affaire Troppmann (1869)". L'Histoire (30): 28–37.Article repris dans : Perrot, Michelle (2001). Les ombres de l'histoire: crime et châtiment au XIXe siècle. Paris: Flammarion. ISBN 978-2-08-067914-7。 Réédition : Perrot, Michelle (2003). "L'affaire Troppmann (1869)". Les ombres de l'histoire: crime et châtiment au XIXe siècle. Champs. Paris: Flammarion. p. 283-298. ISBN 978-2-08-080059-6。. - Perrot, Michelle (July–August 1983). "Fait divers et histoire au XIXe siècle (note critique)". Annales. Économies, Sociétés, Civilisations. Paris: Armand Colin (4): 911–919. - Renneville, Marc [in フランス語] (16 May 2014). "« C'est à la prison à reconnaître les siens »". Criminocorpus (Savoirs, politiques et pratiques de l'exécution des peines en France au XXe siècle, Communications). - Salomé, Karine (2014). "Voleur ou assassin ? Discours et représentations autour de l'affaire Troppmann (1869-1870)". In Frédéric Chauvaud [in フランス語]; Arnaud-Dominique Houte [in フランス語] (eds.). Au voleur ! Images et représentations du vol dans la France contemporaine. Histoire de la France aux XIXe et XXe siècles, no.76. Paris: Publications de la Sorbonne. p. 119-131. ISBN 978-2-85944-772-4。. - Tsikounas, Myriam [in フランス語] (2017). "X Mathilde Frigard et Jean-Baptiste Troppmann : deux adeptes de l'acide prussique". La caméra explore le crime: les causes célèbres du XIXe siècle. Histoire. Rennes: Presses universitaires de Rennes. p. 167-211. ISBN 978-2-7535-5489-4。 |

### ラジオ番組
- Le massacre de Pantin, un épisode de l'émission Hondelatte raconte sur Europe 1[20]

### フィルモグラフィー
- L'Affaire Troppmann ou les ruines de Herrenfluh (1959), téléfilm réalisé par Claude Barma dans le cadre de la série En votre âme et conscience
- Le Cri coupé (1994), téléfilm réalisé par Miguel Courtois, avec Julien Guiomar